# Museo Histórico Regional del Cuzco
El Museo Histórico Regional de Cusco es un museo ubicado en la ciudad de Cusco, departamento de Cusco, Perú.
Se encuentra ubicada en la casa donde nació y vivió el cronista cusqueño Inca Garcilaso de la Vega. En 1946 fue convertida en un museo.
La colección está compuesta de cerámicas, pinturas, metales y textiles. Cuenta con 13 salas, en el primer nivel se encuentra en proceso de implementación, alberga objetos paleontológicos y arqueológicos de época prehispánica y en el segundo nivel se exponen bienes de la época virreinal, republicana y contemporánea. El 6 de enero de 2014 se inauguró dos salas referidos a los períodos Pre Histórico y Prehispánico.